# ولادیمیر بورتسف

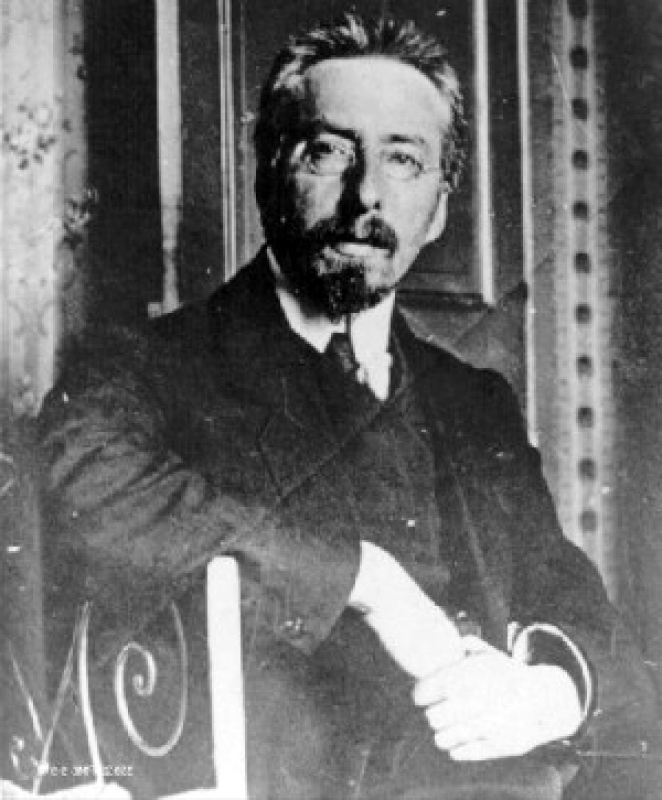

 ولادیمیر لئوویچ بورتسف (روسی: Владимир Львович Бурцев؛ ۱۷ نوامبر ۱۸۶۲ – ۲۱ اوت ۱۹۴۲) یک فعال انقلابی، محقق، ناشر و ویراستار چندین نشریه به زبان روسی بود. وی با افشای تعداد زیادی از عوامل تحریک آمیز، به ویژه ایوانو آزف در سال ۱۹۰۸، مشهور شد. به دلیل فعالیت‌های انقلابی خود و انتقاد شدید وی از رژیم امپراتوری از جمله انتقادات شخصی از امپراتور نیکلاس دوم، او چندین بار در کشورهای مختلف اروپایی به زندان افتاد. در طول زندگی، برتسف با سیاست‌های سرکوبگرانه از تزارسم در امپراتوری روسیه و پس از آن بلشویک‌ها و بعداً نازیسم آدولف هیتلر مبارزه کرد.

## اوایل زندگی (۱۸۶۲–۱۸۸۶)
بورتسف در فورت- الکساندروفسکی، در منطقه ماورای خزر از امپراتوری روسیه (قزاقستان امروزی) در یک خانواده نظامی متولد شد. در سال ۱۸۸۲، وی به دلیل شرکت در شورش‌های دانشجویی، از دانشگاه ایالتی سن پترزبورگ و در سال ۱۸۸۵ از دانشگاه ایالتی کازان اخراج شد. وی به عنوان عضو نارودنایا ولیا به مدت دو سال در زندان (حدود یک سال در قلعه پیتر و پاول) زندانی شد و در سال ۱۸۸۶ به منطقه ایرکوتسک در سیبری شرقی تبعید شد.

## تبعید و انتشارات (۱۸۸۸–۱۹۱۴)
بورتسف در سال ۱۸۸۸ موفق به فرار از تبعید و مهاجرت به سوئیس شد. در سال ۱۸۸۹ او مجله سوابادنایا روسیه (Свободная Россия، روسیه آزاد) را تأسیس کرد اما تنها در سه شماره متوقف شد. بورتسف در سال ۱۸۹۰ که تحت تعقیب پلیس تزار بود، درحالی‌که سوار بر یک کشتی انگلیسی از قسطنطنیه عازم لندن بود، در محاصره کشتی‌های پلیس ترکیه که حامل افراد روس بود، قرار گرفت اما کاپیتان از درخواست آنها برای تحویل فراری خودداری کرد و اعلام کرد: "این قلمرو انگلیس است و من یک جنتلمن هستم!" در سال ۱۸۹۸، بورتسف به دلیل طرفداری از ترور الکساندر دوم در مجله‌اش، نارودولتس Народоволец (رفیق نارودنایا ولیا)، توسط پلیس لریتانیا دستگیر شد. بورتسف مقصر شناخته شد و به مجازات سخت ۱۸ ماه حبس محکوم شد. وی پس از آزادی، انتشار مجله‌اش را در سوئیس ادامه داد و در نتیجه در آن کشور نیز ممنوعیت دائم وی صادر شد. بورتسف با افشای چندین عامل تحریک کننده (پرووکاتور) تزار مانند یونو آزف، شهرت خود را به عنوان یک ضد جاسوس به دست آورد و به «شرلوک هلمز انقلاب» معروف شد.

## جنگ جهانی اول و بلشویک‌ها (۱۹۱۴–۱۹۲۱)
در آغاز جنگ جهانی اول در سال ۱۹۱۴ وی در بازگشت در مرز دستگیر شد و دوباره به سیبری تبعید شد. در سال ۱۹۱۵ با عفو عمومی به پتروگراد بازگشت. برتسف به شدت با بلشویکها مخالفت کرد. وی در سال ۱۹۱۷ لنین و رفقایش را متهم کرد که مأمور آلمان هستند. وی در مقاله خود «یا ما یا آلمانی‌ها و کسانی که با آنها هستند» (آزادی روسیه، ۷ ژوئیه ۱۹۱۷)، دشمنان اصلی روسیه را به شرح زیر ذکر کرد:
1. بلشویکها که عوامفریبی اهداف خود را بالاتر از منافع روسیه قرار می‌دهد
2. نیروهای ارتجاعی
3. عوامل و جاسوسان آلمانی. بلشویک‌ها، عوامل ویلهلم دوم بوده و هستند.

در روز انقلاب اکتبر، وی به دستور لئون تروتسکی دستگیر شد، و این باعث شد که برخی از مورخان وی را به عنوان اولین زندانی سیاسی در اتحاد جماهیر شوروی شمردند. علی‌رغم اختلافات سیاسی و اختلافات عمومی در مطبوعات، ماکسیم گورکی خواستار آزادی برتسف شد و در فوریه ۱۹۱۸ وی واقعاً آزاد شد و روسیه شوروی را ترک کرد. بارتسف بقیه عمر خود را به عنوان مهاجر، ابتدا در فنلاند، سپس سوئد و بعداً در فرانسه گذراند. وی در طول جنگ داخلی روسیه از جنبش سفید دریاسالار کلچاک و ژنرال آنتون دنیکین حمایت کرد. تلاشهای بیشمار او برای جمع کردن همه نیروهای ضد بلشویکی تحت یک چتر عقیدتی موفق نبود.

## زندگی و مرگ بعد (۱۹۲۱–۱۹۴۲)
در سال ۱۹۲۱ بارتسف در بنیانگذاری کمیته ملی روسیه شرکت کرد و رئیس آن شد. در دهه ۱۹۳۰، بورتسف با فاشیسم و یهودستیزی مبارزه کرد. در سال ۱۹۳۴–۱۹۳۵ او شاهد محاکمه در برن بود و نقش اخرانا را در جعل و فریبکاری در مورد پروتکل بزرگان صهیون افشا کرد. در سال ۱۹۳۸ در پاریس کتابی به نام «پروتکل بزرگان صهیون: جعل اثبات شده» منتشر کرد. بارتسف در سال ۱۹۴۲ در پاریس در اثر عفونت خون و در فقر درگذشت.

## انتشارات
- Белый террор при Александре سوم (ترور سفید تحت اسکندر سوم، ۱۸۹۰؟)
- Долой царя! - لندن، ۱۹۰۱ (پایین با تزار!)
- Историко-революционный альманах (تاریخچه-انقلابی الماناخ)
- О войне (دربارهٔ جنگ، ۱۹۱۶)
- Проклятие вам، большевики! Открытое письмо большевикам. " (محکومیت بر تو، بلشویک ها! نامه باز، استکهلم، ۱۹۱۸)
- В борьбе с большевиками и немцами. (درگیری با بلشویک‌ها و آلمانی‌ها، پاریس، ۱۹۱۹). شماره ۱ روزنامه "Общее дело" (۱۹۱۷)
- مقالاتی در روزنامه‌ها Будущее و Общее дело (۱۹۱۷).
- Борьба за свободную Россию: Изјавиминаний (۱۹۲۴–۱۸۸۲). جلد I. - برلین: Гамаюн، ۱۹۲۴. (مبارزه برای روسیه آزاد). خاطرات)
- Юбилей предателей و убийц (1917-1917). (Jubilee of traduits and Murderers)
- В погоне за провокаторами. М. -Л. ، ۱۹۲۸. (Репринт - م. ۱۹۸۹) (در جستجوی تحریک کنندگان.)
- В защиту правды. Перестанут ли клеветать؟ Дело генерала П. پ. Дьяконова Дело полковника А. Н. Попова и полковника И. آ. د روبرتی بحث - پاریس: Общее дело، ۱۹۳۱. (در دفاع از حقیقت. آیا جلوی تهمت‌ها را می‌گیرند؟ پرونده جنرال دیاکونوف)
- Боритесь с ГПУ! - پاریس: Общее дело، ۱۹۳۲. (با GPU بجنگید!)
- Браудо Александр Исаевич (۱۹۶۴–۱۸۴۶): Очерки итираминания. - پاریس (برودو الکساندر ایسایویچ)
- Кружок русско-еврейской интеллигенции во Париже، ۱۹۳۷. (یکی از نویسندگان). (حلقه مهاجرت روس و یهودی در پاریس)
- «Протоколы Сионских мудрецов» - доказанный подлог. - پاریس، ۱۹۳۸ (پروتکل بزرگان صهیون: جعل اثبات شده) (منتشر شده توسط Слоوو، ۱۹۹۱).
- Преступления и наказания большевиков. По поводу ۲۰-летнего юбилея предателей و کشتйц. - پاریس: Дом книги، ۱۹۳۸. (جنایات و مجازات‌های بلشویک‌ها. ۲۰ سالگی از خائنان و قاتلان)

## سردبیر و ناشر
- «Былое» (گذشته)
- ۱۹۰۹–۱۹۱۰ «Общее дело» (علت مشترک)
- ۱۹۱۱–۱۹۱۴ «Будущее» (آینده)
- ۱۹۱۸–۱۹۲۲ و ۱۹۲۸–۱۹۳۳ «Общее дело»، «Наше общее дело») (علت مشترک، علت مشترک ما)
- ۱۹۳۱–۱۹۲۶ «Борьба за Россию» (مبارزه برای روسیه)